# Llista de glaceres d'Islàndia

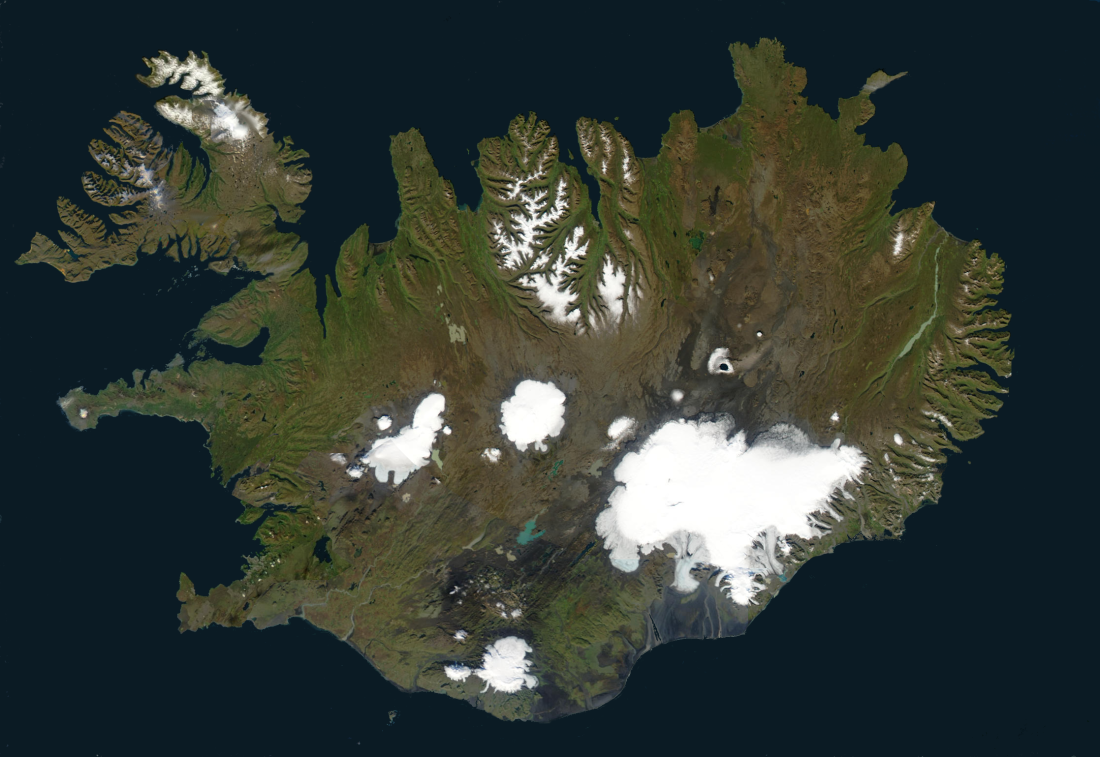
Mapa físic d'Islàndia. Les glaceres corresponen a les zones en blanc.

Les glaceres i capes de gel d'Islàndia cobreixen prop del 11,1% de l'àrea terrestre del país (uns 11.400 km² de 103.125 km²) i influeixen considerablement en el seu terreny i en la seva meteorologia. Un camp de gel és una massa de gel glacial que cobreix menys de 50.000 km². Les glaceres també contribueixen en l'economia islandesa, ja que són una atracció turística.
Molts camps de gel i glaceres d'Islàndia es troben sobre volcans, com el Grímsvötn i el Bárdarbunga, proper a la major glacera de l'illa, el Vatnajökull. La caldera del Grímsvötn cobreix 100 km² i la del Bárdarbunga 60 km².
Quan sota la glacera hi ha activitat volcànica, l'aigua que es fon pot fer que es fongui el gel i la neu, un fenomen que en islandès es coneix com jökulhlaup, que poden desencadenar erupcions a causa de la pressió alliberada.
La paraula en islandès per designar el terme 'glacera' és jökull.

## Llista de les glaceres d'Islàndia
A continuació es mostren les 13 glaceres més grans d'Islàndia, l'extensió de les quals suma 11.181 km² dels 11.400 km² que conformen l'extensió total de les glaceres del país.
|      | Glacera o camp de gel | Áreakm² | Volumenkm³ | Alturam | Coordenades                                          |
| ---- | --------------------- | ------- | ---------- | ------- | ---------------------------------------------------- |
| 1    | Vatnajökull           | 8.300   | 3.100      | 2.109,6 | 64° 24′ N, 16° 48′ O / 64.400°N,16.800°O             |
| 2    | Langjökull            | 953     | 195        | 1.360   | 64° 45′ N, 19° 59′ O / 64.750°N,19.983°O             |
| 3    | Hofsjökull            | 925     | 208        | 1.765   | 64° 49′ N, 18° 49′ O / 64.817°N,18.817°O             |
| 4    | Mýrdalsjökull         | 596     | 140        | 1.493   | 63° 40′ N, 19° 06′ O / 63.667°N,19.100°O             |
| 5    | Drangajökull          | 160     |            | 925     | 66° 09′ N, 22° 15′ O / 66.150°N,22.250°O             |
| 6    | Eyjafjallajökull      | 78      |            | 1.666   | 63° 38′ N, 19° 36′ O / 63.633°N,19.600°O             |
| 7    | Tungnafellsjökull     | 48      |            | 1.535   | 64° 45′ N, 17° 55′ O / 64.750°N,17.917°O             |
| 8    | Þórisjökull           | 32      |            | 1.350   | 64° 32′ 31″ N, 20° 42′ 56″ O / 64.54194°N,20.71556°O |
| 9    | Eiríksjökull          | 22      |            | 1.672   | 64° 46′ 24″ N, 20° 24′ 34″ O / 64.77333°N,20.40944°O |
| 10   | Þrándarjökull         | 22      |            | 1.236   | 64° 42′ 08″ N, 14° 54′ 09″ O / 64.70222°N,14.90250°O |
| 11   | Tindfjallajökull      | 19      |            | 1.462   | 63° 48′ N, 19° 35′ O / 63.800°N,19.583°O             |
| 12   | Torfajökull           | 15      |            | 1.190   | 63° 53′ 39″ N, 19° 07′ 37″ O / 63.89417°N,19.12694°O |
| 13   | Snæfellsjökull        | 11      |            | 1.446   | 64° 48′ 32″ N, 23° 46′ 16″ O / 64.80889°N,23.77111°O |
| 1-13 | Σ                     | 11.181  |            | 2.109,6 |                                                      |